# 别德马湖
别德马湖是巴塔哥尼亚南部的一个湖泊，长80公里，宽15公里，面积1,088 km²，主要位于阿根廷的圣克鲁斯省，靠近阿根廷和智利两国边境。
别德马湖得名于1783年抵达湖岸的西班牙探险家别德马。
别德马湖是一个冰缘湖，别德马冰川在其西端。别德马冰川在别德马湖的终点实测宽5公里。陡峭的峡谷壁几乎没有植被。
别德马湖的湖水注入阿根廷湖，然后经圣克鲁斯河注入大西洋。